# Jon Paul Steuer
Jon Paul Steuer (* 27. März 1984 in Escondido, Kalifornien; † 1. Januar 2018 in Portland, Oregon) war in seiner Kindheit ein US-amerikanischer Filmschauspieler.

## Leben
Jon Paul Steuer soll seine beiden Vornamen von seinen streng römisch-katholischen Eltern bekommen haben, die den Namen von Papst Johannes Paul II. übernommen haben.
Seit seinem fünften Lebensjahr stand Steuer vor der Kamera. Bekanntheit erlangte er 1990 durch einen Gastauftritt bei Raumschiff Enterprise: Das nächste Jahrhundert. In der Episode Tödliche Nachfolge spielte er den Charakter des klingonischen Jungen Alexander Rozhenko. Ursprünglich sollte er diesen Charakter auch in weiteren Folgen verkörpern, doch sowohl Jonathan Frakes als auch Produzent Gene Roddenberry fanden, dass Steuer für die Rolle zu unpassend war. Der Part ging an Brian Bonsall.
Nach seinem Ausscheiden bei Star Trek stand Steuer noch bis 1996 vor der Kamera. In der TV-Serie Grace spielte er von 1993 bis 1996 den Quentin Kelly. 1994 war er in der Filmkomödie Kleine Giganten zu sehen.
Im Jahr 2003 zog Steuer nach Denver, Colorado. Hier war er Mitbegründer der Punk-Band Kill City Thrillers. Unter dem Pseudonym Jonny P. Jewels und mit dem neuen Band-Namen Soda Pop Kids zog die Band im Jahr 2005 nach Portland, Oregon. 2009 löste sich die Band auf.
Nachdem Steuer als Kellner und Barkeeper gearbeitet hatte, eröffnete er im März 2015 ein Vegan-Restaurant in Portland im US-Bundesstaat Oregon.
Seit 2016 war er außerdem Mitglied der Punk-Band P.r.o.b.l.e.m.s., mit der er bis kurz vor seinem Tod auf Europa-Tournee gegangen war.
Steuer starb am 1. Januar 2018 im Alter von 33 Jahren in Portland, Oregon an einer selbst zugefügten Schusswunde. Nach Steuers Tod wurde das Restaurant endgültig geschlossen.

## Einzelnachweis
1. ↑  Matthew Singer: Portland Musician and Restaurateur Jonny P. Jewels Has Died. Willamette Week. 2. Januar 2018, abgerufen am 4. Februar 2018.

| Personendaten    | Personendaten                        |
| ---------------- | ------------------------------------ |
| NAME             | Steuer, Jon Paul                     |
| KURZBESCHREIBUNG | US-amerikanischer Filmschauspieler   |
| GEBURTSDATUM     | 27. März 1984                        |
| GEBURTSORT       | Escondido, Kalifornien, USA          |
| STERBEDATUM      | 1. Januar 2018                       |
| STERBEORT        | Portland, Oregon, Vereinigte Staaten |